# Franz Joseph von Stein
Pour les articles homonymes, voir Stein.
Franz Joseph von Stein (né Franz Joseph Stein le 4 avril 1832 à Amorbach, mort le 4 mai 1909 à Munich) est évêque de Wurtzbourg de 1879 à 1898 et archevêque de Munich et Freising de 1897 à 1909.

## Biographie
Franz Joseph Stein étudie avec le soutien du prince Charles de Linange la théologie et la philosophie à l'université de Wurtzbourg. Il reçoit l'ordination le 10 août 1855 et est chapelain de paroisses de Basse-Franconie. Il obtient en 1859 un doctorat de théologie pour une thèse sur Eusèbe de Césarée. Un an plus tard, il obtient un poste de professeur d'histoire et de religion à l'école latine de Wurtzbourg. Il continue d'étudier les langues du Proche-Orient ancien afin de réhabiliter l'exégèse de l'Ancien Testament. En 1871, il est nommé professeur de théologie morale et pastorale à l'université de Wurtzbourg.

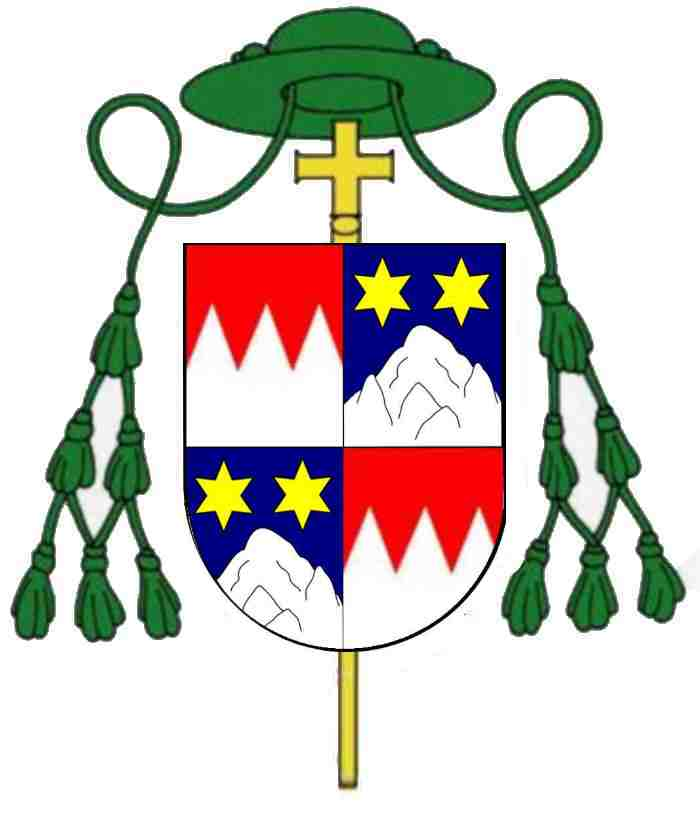
Blason d'évêque de Wurtzbourg

Sans concertation avec la Curie, Louis II de Bavière nomme Ambrosius Käß, le prieur du couvent carmélite de Wurtzbourg, pour succéder à Johann Valentin von Reißmann qui est décédé en 1875. Le pape Léon XIII refuse cette nomination et demande son retrait. En 1878, Louis II nomme de lui-même Franz Joseph Stein. Le pape donne son consentement. Friedrich von Schreiber, archevêque de Bamberg, l'ordonne évêque le 18 mai 1879. Stein entre aussi dans la noblesse bavaroise.
En 1897, Louis II nomme Stein archevêque de Munich et Freising. Stein meurt dans son bureau en 1909 et est enterré dans la cathédrale Notre-Dame de Munich.
Stein s'est principalement consacré à la formation scientifique du clergé ainsi que des membres des paroisses. Pour la Curie et les catholiques ultramontains, Stein est un « évêque d'État. » Avec son grand ami, Joseph Georg von Ehrler (de), l'évêque de Spire, avec qui il a étudié, ils partageaient la même décision politique. Stein est le dernier archevêque de Munich à ne pas être cardinal.